# Rakuen (відеогра)
Rakuen (від яп. 楽園 Рай) — рольова пригодницька відеогра, створена Лорою Шиґігарою на рушії RPG Maker XP. Гра була випущена 10 травня 2017 року.
10 травня 2022 року, у п'яту річницю виходу гри, Шіґіхара оголосила на своєму прямому каналі в Twitch, що гра знаходиться в процесі портування на мобільні операційні системи. Порт для Nintendo Switch, розроблений Leeble Forest, вийшов 23 березня 2023 року. 24 березня 2023 року вийшов прямий спін-офф, Mr. Saitou.

## Ігровий процес
Це пригодницька історія без битв. У деталях  — суміш Maniac Mansion, To the Moon і The Legend of Zelda: A Link to the Past. Головне місце дії, лікарня, має багато дрібних головоломок і таємниць, що розкриваються впродовж усієї гри, а з часом можна й допомогти покращити це місце. Більша частина гри — це розкриття історій пацієнтів і секретів навколишнього світу. Тривалість гри складає від 6 до 10 годин.

## Сюжет
Rakuen — це історія про маленького Хлопчика (Boy), який живе в лікарні. Щодня його мама (Mom) читає йому улюблену книжку про дитину з племені, що живе у казковому світі під назвою Ліс Морізори (Morizora Forest). Одного дня дитина повертається з полювання й виявляє, що все його плем'я зникло. Незабаром хлопчик дізнається, що плем'я відплило до чарівної країни під назвою Рай (Rakuen), щоб уникнути небезпеки.
Тож маленький хоробрий воїн вирушає до Вартового Лісу Морізори, який може виконати одне бажання, якщо пройти всі його випробування. Дитина мужньо їх долає й загадує бажання: подорож на чарівному кораблі Морізори, який відвозить його до прекрасного світу Раю.
І якось Хлопчик мрійливо говорить мамі, що також хотів би потрапити до Морізори й загадати йому бажання. І мама відкриває йому таємницю, що вони насправді можуть це зробити.
Під час цієї подорожі Хлопчик починає більше дізнаватися про пацієнтів лікарні з його поверху: примхливого старого, який завзято оберігає зламану музичну скриньку й скаржиться на те, що його ніхто не приходить його відвідати; молоду дівчину в комі, яку місяцями доглядає її чоловік; дивакуватого старигана, що не пам'ятає нічого й час від часу виробляє дивні речі; дівчинку, що сумує через те, що перед від'їздом до лікарні не змогла попрощатися з подругою… Хлопчик починає розуміти, що його сусіди страждають через власні таємниці й минуле, яке загадковим чином пов'язане з дивною лікарнею.
Допомагаючи всім навколо, Хлопчик стикається з питаннями емпатії, надії й тим, що лишається у спадщину, коли власна історія добігає кінця.

## Локалізація
Гра отримала офіційну українську локалізацію від локалізаційної компанії UNLOCTEAM, яка, окрім того, надає повну підтримку відкритої волонтерської локалізації Rakuen (координація, підготовка графічних ресурсів, додаткове скриптування, тестування). За її ініціативи та докладених ресурсів гру перекладено 8 мовами, і кілька мов у процесі.